# Chen Tai
Chen Tai (? - juillet 260) est un ancien dignitaire chinois du IIIe siècle. 
Il est le fils de Chen Qun ainsi que le Superviseur du Secrétariat des Wei. Il hérite des titres de noblesse de son père et gagne plusieurs titres importants dans le gouvernement des Wei dont celui d’Inspecteur de la province de Bing en l’an 244. 
En l’an 249, alors qu’il est Inspecteur de la province de Yong et que Sima Yi veut extirper le pouvoir militaire des mains de Cao Shuang, Chen Tai, assisté de Xu Yun, est envoyé comme messager auprès de Cao Shuang. 
Lors de la première campagne militaire de Jiang Wei contre les Wei, Chen Tai est envoyé à la tête d’une armée de 50 000 soldats pour opposer l’armée des Shu. Il assiège les forts ennemis positionnés dans les montagnes Qu'et repousse Jiang Wei à la colline de la Tête de Bœuf, remportant ainsi une splendide victoire. Durant la seconde campagne militaire de Jiang Wei contre les Wei, il réussit à piéger les Qiangs, alors allié des Shu, et parvient ainsi a défaire l’invasion. En l’an 255, il gagne le titre de Commandant des Forces Armées des provinces de Yong et de Liang et parvient ensuite, avec l’aide de Deng Ai, à défaire la troisième et quatrième campagne de Jiang Wei. 
Peu après, il est nommé Superviseur du Secrétariat des Wei, participe à la répression de la rébellion de Zhuge Dan et est ensuite nommé Ministre des Travaux. Enfin, en l’an 260, après que Sima Zhao a ordonné l’assassinat de Cao Mao, Chen Tai s’absente à un conseil des ministres convoqué par ce dernier, pleure et porte des robes funèbres en guise de deuil pour Cao Mao. Toutefois, il finit par répondre à l’appel et lorsque Sima Zhao lui demande comment punir les régicides, Chen Tai lui propose de mettre à mort Jia Chong. Sima Zhao rejette la proposition qu’il juge trop sévère et Chen Tai est tellement enragé qu’il s’effondre soudainement et meurt.